# テラプレーン

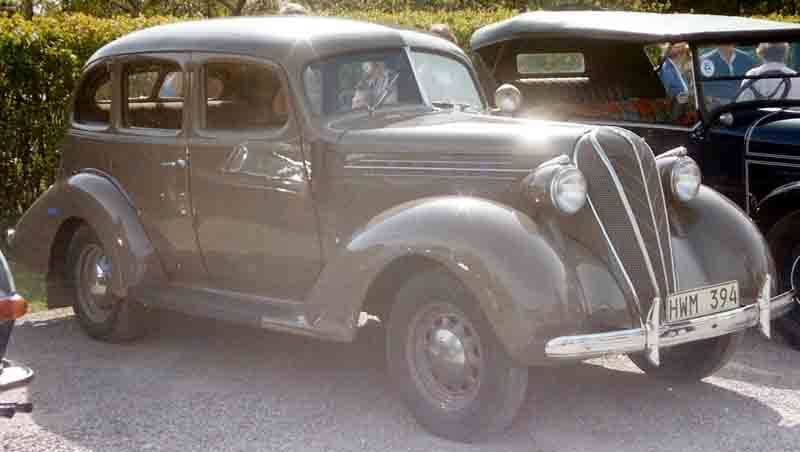
1936年式テラプレーン
モデル61デラックス4ドアセダン

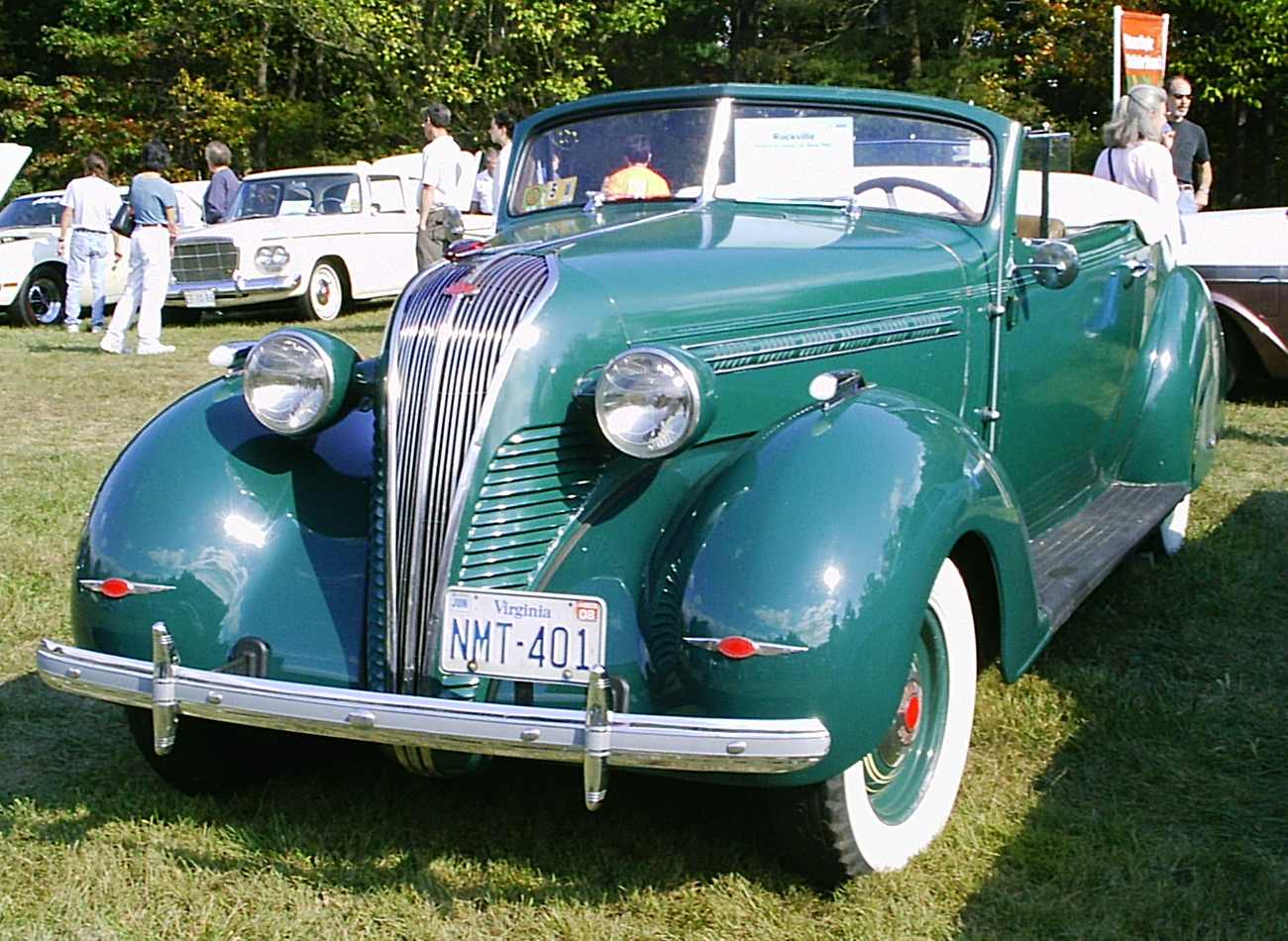
1937年式テラプレーン
モデル72スーパーコンバーチブル

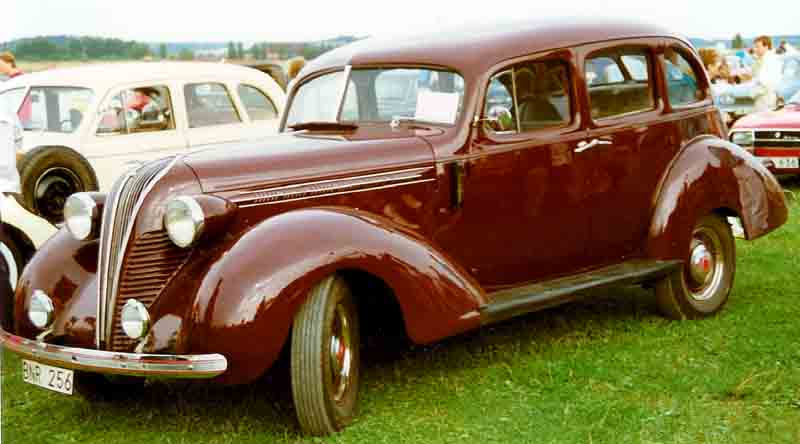
1937年式テラプレーン・4ドアセダン

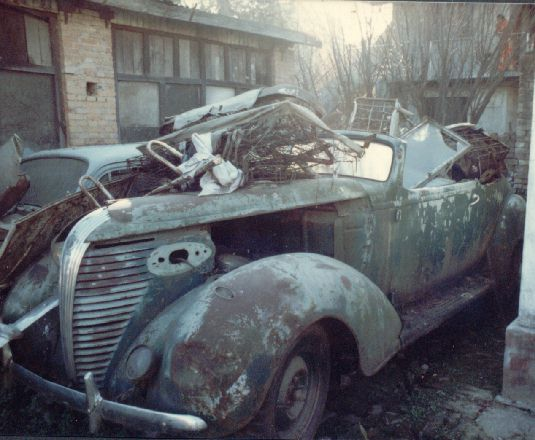
Abandoned Hudson Terraplane convertible (Kathmandu, Nepal, 1980).

テラプレーン（Terraplane）は、ミシガン州デトロイトのハドソン・モーター・カー・カンパニーが1932年から1939年まで製造した乗用車のブランド、モデルの名称。初年度のみエセックス＝テラプレーンだった。1933年には単にテラプレーンとなり、1936年にハドソンのラインナップに組み込れた。テラプレーンは低価格であるがパワフルな車両で、街でも田舎でも使われた。テラプレーンの名は乗用車だけでなく、トラックにも使われた。乗用車ではコンバーチブルモデルも生産された。

## 市場の変化
ハドソンは低価格車エセックスを「より安価なシリーズ」として1919年から製造した。ハドソンは1922年にエセックスを吸収した。エセックスは全閉囲型（fully-enclosed = 幌ではなく屋根とガラス窓を持つクローズドキャビン）の自動車を低価格で購入しやすいモデルとしたことで知られている。
エセックスの販売下落と世界恐慌の影響拡大により、ハドソンはエセックスの設計を改め、製造コストを一層押さえ、より安価な車両とした。この変更は1932年におこなわれ、エセックス＝テラプレーンとなった。ハドソンは有名な女性飛行家のアメリア・イアハートに、テラプレーンの最初の一台を宣伝してもらった。小型だが大変パワフルで、鋼製のはしごフレーム上に、基準を厳格に適用して作られた乗用車だった。オリバー・ライトもこの理由から自分用に発売当初のテラプレーンを購入したひとりだった 。1932年式はまだ先代のエセックスに似たスタイルで、1933年式で車名はテラプレーンとなったが、ラジエーターグリルのエンブレムにだけエセックス＝テラプレーンとあった。

## テラプレーン時代
1933年式テラプレーンのみオプションで8気筒エンジンがあった。テラプレーン・エイト(Terraplane Eight)は直列8気筒で排気量は244 cu in (4.00 L)だった。ハドソン車も同系列のエンジンを載せたが、排気量は254 cu in (4.16 L)だった。テラプレーン 8のシリンダーボア径は2.9375 in (74.61 mm)、ハドソン 8は3.0 in (76 mm)で、いずれのエンジンもストロークは3.5 in (89 mm)の同じクランクシャフトを使っていた。
テラプレーン・エイトは大型エンジンを載せるため、より長いシャシ、ボンネット、フロントフェンダーとなり、ボンネットにベントドアを持つことが、直接ルーバーがプレス加工されていた直列6気筒版との外観上の違いだった。1933年式テラプレーンエイトクーペがパイクスピークヒルクライムで出した記録は20年以上破られることがなかった。
テラプレーンは1938年まで生産された。以降はハドソンの低価格モデルはハドソン112(Hudson '112')となった。モデル名はホイールベース112 in (2,800 mm)に由来する。
テラプレーンのシャシとエンジンはイギリスのレイルトン(Railton)も1933年から1939年まで使っていたが、この会社は1939年にハドソンが買収した。

## 大衆文化で扱われる対象
- ブルースシンガーのロバート・ジョンソンが「テラプレーン・ブルース」を作曲し、歌った。テラプレーンはセックスのメタファーとなり、歌詞では、自動車が始動せず、ガールフレンドはその後、他の男に運転させる。彼のテラプレーンの機械的なさまざまなトラブルも、間接的に性的な比喩となっている。
  - 「テラプレーン・ブルース」はさまざまなミュージシャンにカバーされ、ブルースのスタンダードとなっている。キャプテンビーフハート・アンド・ザ・マジックバンドのアルバム『ミラーマン』の中の第一曲目の曲名「タロットプレーン」の発想の元となったことでも知られている。
  - 英国のブルースロックバンド、フォガットが1975年のLP 『Fool for the City』でカバーしている。
- エリオット・シャープは自身のブルース・バンドのバンド名のもとになっている。
- ノルウェーのロックグループMadrugadaがデビュー・アルバムIndustrial Silence (1999)で"Terraplane"をリリースしている。
- ロリー・ギャラガーはアルバム『Fresh Evidence』の"Ghost Blues"でTerraplaneを扱っている。
- T・レックスのマーク・ボランが少なくともChildren of the RevolutionとRip Offの2曲でテラプレーンに触れている。
- ジャック・ウォマックのドライコ(Dryco)シリーズの第2作目「テラプレーン」 (1988)
- ベックがGamma Rayで触れている。
- ベルギーのバンドMint (band)はファーストアルバム'Echoes from the Engine Room'中で'Into the Terraplane'という曲を作った。
- アメリカのブルースシンガーシーシック・スティーブは、テラプレーンのホイールキャップに木棒を取り付けて制作したギターを使用している。

## 注記
1. ↑  Letter, Amelia Earhart to Orville Wright, August 6, 1932. The Library of Congress. Retrieved: May 24, 2007.